# Karol Niemczycki
Karol Niemczycki (Krakau, 5 juli 1999) is een Pools voetballer die als doelman voor Cracovia Kraków speelt.

## Carrière
Karol Niemczycki speelde in zijn geboortestad Krakau voor Garbarnia Kraków, Cracovia Kraków en Akademia Piłkarska PROFI, de voetbalacademie van Arkadiusz Radomski en Andrzej Niedzielan. Door een tip van Radomski trok NAC Breda Niemczycki in februari 2017 aan. In het seizoen 2017/18 werd Niemczycki deel van de eerste selectie van NAC Breda, en debuteerde op 6 mei 2018 in de Eredivisie. Dit was in de met 1-1 gelijkgespeelde uitwedstrijd tegen FC Twente. Niemczycki kwam in de 81e minuut in het veld voor Nigel Bertrams. In het seizoen 2019/20 wordt Niemczycki aan het Poolse Puszcza Niepołomice verhuurd. Hier groeide hij uit tot een vaste basisspeler, en nadat de huurperiode eindigde kocht deze club Niemczycki van NAC. In dezelfde periode werd hij doorverkocht aan een club van het hoogste niveau van Polen, de Ekstraklasa. In eerste instantie leek er sprake te zijn van een transfer naar Stal Mielec, waar hij medisch gekeurd werd en op trainingskamp ging, maar uiteindelijk werd hij verkocht aan zijn jeugdclub Cracovia Kraków. Hier tekende hij een contract tot medio 2023.

### Statistieken
| Seizoen                    | Club                  | Land           | Competitie     | Competitie | Competitie | Beker | Beker | Totaal | Totaal |
| Seizoen                    | Club                  | Land           | Competitie     | Wed.       | Dlp.       | Wed.  | Dlp.  | Wed.   | Dlp.   |
| -------------------------- | --------------------- | -------------- | -------------- | ---------- | ---------- | ----- | ----- | ------ | ------ |
| 2017/18                    | NAC Breda             | Nederland      | Eredivisie     | 1          | 0          | 0     | 0     | 1      | 0      |
| 2018/19                    | NAC Breda             | Nederland      | Eredivisie     | 1          | 0          | 0     | 0     | 1      | 0      |
| 2019/20                    | → Puszcza Niepołomice | Polen          | I Liga         | 29         | 0          | 0     | 0     | 29     | 0      |
| 2020/21                    | Puszcza Niepołomice   | Polen          | I Liga         | 0          | 0          | 0     | 0     | 0      | 0      |
| 2020/21                    | Cracovia Kraków       | Polen          | Ekstraklasa    | 23         | 0          | 4     | 0     | 27     | 0      |
| Carrièretotaal             | Carrièretotaal        | Carrièretotaal | Carrièretotaal | 56         | 0          | 4     | 0     | 58     | 0      |
| Bijgewerkt op 8 april 2021 |                       |                |                |            |            |       |       |        |        |